# Ms. Kelly
Albums de Kelly Rowland
Simply Deep
(2002) Here I Am
(2011)
Singles
1. Like This
Sortie : 13 mars 2007
2. Ghetto
Sortie : 7 août 2007

Ms. Kelly est le deuxième album studio de la chanteuse américaine Kelly Rowland. Il est sorti le 25 juin 2007.
L'album débute dans le Top Ten du Billboard 200 et s'écoule à 86 746 exemplaires lors de la première semaine de sa sortie.
À ce jour, l'album s'est vendu à 1,2 million d'exemplaires dans le monde,

## Liste des pistes
| 1.    | Like This (featuring Eve)     | Kelly Rowland, Sean Garrett, Eve Jeffers, Jamal Jones, Jason Perry, Elvis Williams         | Polow da Don, Sean Garrett, Jason Perry, S-Dot, Blac Elvis | 3:39 |
| 2.    | Comeback                      | Rowland, Scott Storch, Jason Boyd, Lyndrea Price                                           | Scott Storch, Poo Bear                                     | 3:26 |
| 3.    | Ghetto (featuring Snoop Dogg) | Durrell Babbs, J. "Lonny" Bereal, Calvin Broadus                                           | Tank                                                       | 2:55 |
| 4.    | Work                          | Rowland, Storch, Boyd                                                                      | Scott Storch, Poo Bear                                     | 3:28 |
| 5.    | Flashback                     | Rowland, Charles Bereal, Kenneth Bereal, J. Bereal, Huy Nguyen, Britney Jackson            | CKB                                                        | 4:21 |
| 6.    | Every Thought Is You          | Rowland, Dana Stinson, Loren Dawson, J. Bereal, Billy Mann, Huy Nguyen, Shalondra Buckines | Rockwilder, Loren Dawson                                   | 3:56 |
| 7.    | The Show (featuring Tank)     | Rowland, Babbs, J. Bereal                                                                  | Tank                                                       | 3:36 |
| 8.    | Interlude                     | Rowland, Carsten Schack, Kenneth Karlin, J. Bereal, Mann, Price                            |                                                            | 1:00 |
| 9.    | Still In Love With My Ex      | Rowland, Schack, Karlin, J. Bereal, Mann, Price                                            | Soulshock & Karlin                                         | 3:38 |
| 10.   | Love                          | Slav Vynnytsky, Marc Joseph, Solange Knowles                                               | Mysto & Pizzi                                              | 3:51 |
| 11.   | Better Without You            | C. Bereal, K. Bereal, J. Bereal, Charmelle Cofield                                         | CKB                                                        | 3:57 |
| 12.   | This Is Love                  | Billy Mann                                                                                 | Billy Mann                                                 | 4:46 |
| 42:58 |                               |                                                                                            |                                                            |      |

| 13. | Gotsta Go (Part 1) (featuring Da Brat) | C. Bereal, K. Bereal, K. Rowland, A. Beyince, J. Bereal, Da Brat | Charly and Kenny Bereal | 3:50 |
| 14. | H'Bibi I Love You (feat Amine)         | Ahmed Hamadi, Natasha St-Pier                                    | Kore, Amine             | 4:08 |

### Crédits
Les crédits sont adaptés depuis Discogs,,,. 